# KZ-Außenlager Wittenberge
Das KZ-Außenlager Wittenberge wurde in Wittenberge (Brandenburg) im August 1942 als erstes Filiallager des Stammlagers KZ Neuengamme eingerichtet. Es bestand von August 1942 bis zum Februar 1945.

## Geschichte
Zur Auslagerung von KZ-Häftlingen führte die Phrix-Werke AG lange Verhandlungen mit dem SS-Wirtschafts- und Verwaltungshauptamt. Aufgabe der Häftlinge sollten der Aufbau einer chemischen Fabrik sowie die Arbeit in der Produktion zur Verarbeitung von Zellstoff sein. Dafür wurde ein Lager aus zwei SS-Standardbaracken mit Wachbaracke und Latrinen auf dem Gelände der Kurmärkischen Zellwolle und Zellulose AG an der Kaimauer zum Karthanehafen errichtet. Unterhalten wurde das Lager auch durch die Firmen Philipp Holzmann und Grün & Bilfinger.
Offiziell wurde das Lager am 28. August 1942 eröffnet. Die Lagerleitung hatte Lagerführer SS-Hauptscharführer Max Kirstein. Die Lebensbedingungen waren unzureichend, da die Unterkünfte zu klein und die sanitären Einrichtungen mangelhaft waren. Fast täglich waren die Häftlinge den Misshandlungen der SS und Kapos ausgesetzt.
Das Außenlager Wittenberge wurde auf Anraten der Firma durch die SS am 17. Februar 1945 nach Neuengamme ins Stammlager evakuiert.

## Nach Kriegsende
Auch nach Kriegsende wurde die Produktion in Wittenberge weitergeführt. Dabei wurde das ehemalige Außenlager abgerissen und geriet in Vergessenheit. Erst nach der Wende wurde die Geschichte, so weit noch möglich, aufgearbeitet. Am Ort des ehemaligen Außenlagers gibt es bisher keinen Hinweis.

## Persönlichkeiten
- 1944 wurde der sinto-deutsche Boxer Johann Wilhelm Trollmann im Außenlager Wittenberge von einem Kapo erschlagen.